# ماريا ألفيس
ماريا ألفيس (بالبرتغالية: Maria Alves‏) هي ممثلة برازيلية، ولدت في 7 نوفمبر 1947 في لاغارتو في البرازيل، وتوفيت في 8 مايو 2008 في ريو دي جانيرو في البرازيل بسبب سرطان.

## وصلات خارجية
- ماريا ألفيس على موقع IMDb (الإنجليزية)
- ماريا ألفيس على موقع قاعدة بيانات الفيلم (الإنجليزية)